# Paradiopatra unica
Paradiopatra unica är en ringmaskart som beskrevs av Imajima 1999. Paradiopatra unica ingår i släktet Paradiopatra och familjen Onuphidae. Inga underarter finns listade i Catalogue of Life.